# カイメラ
カイメラは、「バンダイナムコゲームス」より発売されたコンピューターゲーム、『スーパーロボット大戦Z』に登場する架空の軍隊である。本項では協力者であるアサキム・ドーウィンおよび搭乗機であるシュロウガについても解説する。

## 概要
多元世界の行く末を憂うエーデル・ベルナル准将が組織した新連邦軍特殊部隊。部隊の規模は一個大隊程度と思われるが、メンバーは司令官であるエーデル・ベルナル准将、一番隊隊長レーベン・ゲネラール大尉、二番隊隊長シュラン・オベル大尉、三番隊隊長ツィーネ・エスピオ大尉、部隊付きの科学者ジエー・ベイベル博士の5人のみで、戦力のほとんどは無人機となっている。表向きはZEUTHに協力する姿勢を示すが、裏ではUNによる情報操作で世論を操作しての多元世界の支配を目論んでいた。目的達成のためにツィーネを密かに暗躍させ、二分化したZEUTHを同士討ちさせるべく、それぞれに巧妙な偽情報を送りこんで疑念を抱かせ、アークエンジェルの戦闘介入をめぐる思惑の対立が加わった事で作戦を成功させるも、両者は程なくして和解する。そして、主人公とアサキムの再会を機に本当の目的を明かし、ZEUTHと最後の戦いを繰り広げる事になった。なお、カイメラとはギリシア神話に登場する怪物キメラの英語読みである。設定コンセプトは「超絶変な人軍団」。

## 構成員
カイメラメンバーの専用BGMは全て出だしが同じである。

### レーベン・ゲネラール
声：千葉一伸
カイメラ一番隊隊長。階級は大尉。一人称は初め「私」または「自分」、後に「俺」。自称「カイメラの若獅子」。
エーデルの命を受けてZEUTHに助力し、戦線に加わる。純朴な人柄で女性が近くによるとかなり動揺してしまう。例外はエーデルであり、彼女を非常に崇拝しているためにどんなことでもやる覚悟を持っている。シュランとは親友の間柄で、彼を「心の友」と呼ぶ。その友情は、レーベンからすればエーデルへの忠誠と同列に並ぶほど強いらしい（だが、あくまでシュランに対しての思いは友情であり、女嫌いだが「同性愛者」ではないことをはっきり言っている）。
だが、実はZEUTHを裏から操るための工作員であり、本来は自己中心的な激情家で女性を憎悪している。終盤にその本性を何の前触れも無く、主人公に攻撃を仕掛ける形で突如として表し、カイメラ隊の本当の目的を明かした。女性に対する憎悪は凄まじいものがあり、仲間であるツィーネに対して堂々と「エーデル准将以外の女など、一人の例外もなく死ねばいいと思っている」と言うほどである。女性パイロット（特にセツコ）との戦闘時には台詞も専用の物に変化する。変化後の一人称は「俺」に変わり、小隊長能力も当初の「男性パイロットに攻撃力+20%、女性パイロットに攻撃力-20%」から、「女性パイロットに攻撃力+20%」に変化。戦闘時の台詞も、どこか狂気をはらんだものに変わる（加えて、最終決戦に至っては全ての決着をつけると誓い、戦化粧を自分に施し、かつ目が光っていた）。その衝撃的な本性に対し、彼と共に戦っていたZEUTHの多くのメンバー達も驚きと戸惑いを隠せなかったが、ランドはその本性を前々から薄々見抜いていた。本性を現した後の印象は選んだ主人公によって大きく異なり、ランドを主人公に選んだ場合は彼の気迫に圧倒され動揺する一面を見せるが、セツコを選んだ場合は彼女を精神的に追い込んでいくなど敵としての部分が強調されている。
女性を憎悪するようになったのはツィーネ曰く少年時代のトラウマが原因とのこと（本人も「女性に裏切られたことがある」と語ったことがある）。しかし、エーデルへの崇拝は本物であり、自分のエーデルへの忠誠心こそがカイメラの切り札と叫ぶほどにその思いの強さを自負、公言して憚らない。だがアムロに言わせれば、それは「単なる弱さの裏返し」でしかないらしい。
ランドに対しては徹底的に対抗意識を燃やし、自らが「真の獅子」だと主張する。最終的には軌道エレベーターでの決戦で敗れた後、ジエーから崇拝していたエーデルに関する真実を聞かされて錯乱、その名を叫びながらカオス・レオーの爆発に飲まれた。
専用BGMは『獅子奮刃』（敵時）、『BATTLE CHOIR』（味方時）。

### シュラン・オペル
声：松本吉朗
カイメラ二番隊隊長。階級は大尉。主に後方での情報工作などを行うカイメラ隊の参謀格。一人称は「私」。露悪趣味があり、乗機であるカオス・アングイスはそれを反映したデザインになっている。UNの情報を裏で操作し、それを2つに分かれていたZEUTHに送る事で、後に彼らを同士討ちさせる発端を作った張本人でもある。
冷静沈着で常にクール。しかし、その内面にはあまりに不安定な多元世界に対する強い不安を抱いており、心の底では感情のままに生きることを望んでいる。行動指針は本人いわく「蛇褐の如く」。
レーベンの直情的で自分の信じることのために行動する姿を憎悪しながらも、その一方で強く惹かれており、その感情はシュランの精神的支柱だった。それは、ひたむきにエーデルを慕うレーベンを見て、エーデルに対しシュランが嫉妬する描写からも見て取れる。そしてその感情は自分の死の瞬間、またはレーベンの死後に爆発することになる。最後にはZEUTHに敗れ、レーベンに対し自身の感じてきた全ての感情を明かした後、「僕は君になりたかった」と叫んでカオス・アングイスと共に爆散した。なお、カイメラ隊との最後の戦いでレーベンを先に倒すと、その後の戦闘台詞や顔グラフィック（恍惚を帯びたような表情に）、能力が変化する。
専用BGMは『邪の道は蛇』。

### ツィーネ・エスピオ
声：斉藤梨絵
アサキムと行動を共にしている謎の美女。一人称は「私」。
実はカイメラの三番隊隊長であり、階級は大尉。ZEUTHの仲間を装っていた他のメンバー達とは違い、当初からカイメラの本当の目的のために裏でアサキムと共に暗躍していた。時空崩壊前は地球連合軍に所属しており、モビルスーツ隊を率いて軌道エレベーターを奪取する任務に就いていたが、時空振動弾発動に巻き込まれて部下を失う（時空震動弾のイベント時、桂に攻撃したウィンダムのパイロットである）。そのことから、時空振動弾を発動させた桂木桂を内心で憎んでおり、最終決戦で遂にその本心を明かした。連合軍時代はパイロットスーツを着ていたのだが、時空崩壊後は戦闘時も普段も露出度の高い服を着ている。
アサキムに惹かれており、彼の前では頬を赤らめるなどしおらしくなる。そして彼と共に行動を共にする中で、アサキムが自分なりに足掻いている事に気づいていった。二面性を持つカイメラ隊関係者の中では別メンバーほど極端ではなく（ジ・エーデルは二面性どころの問題ではないが）、失った部下のことを想って胸を痛めたり、心の中の憎しみを明かした事でランドやセツコから説得を受けるなどまともな面もあり、条件次第で仲間になることもある。特定の版権作品のキャラクターに因縁を持つという珍しい経歴の持ち主である。
戦闘アニメの台詞等に卑猥な表現があるなど、シュウ・シラカワに従っていたサフィーネと共通点が多いが、こちらは「ぶつのは好きだが、ぶたれるのは嫌い」と公言している。ジ・エーデル・ベルナルに対しては彼のある意味自由奔放な面に惹かれていたが、本人曰くそれは「諦めによる退廃から来るもの」だった。
『第3次Z』ではクロノの幹部のひとりでキングの秘書的な役割を持つクィーンとして登場しており当初はアバター姿でプレイヤー部隊とモニター越しに会話をしていた。彼女なりの考えを持ち保守派のキングの傍にいながら保守派とも改革派とも違う「第3のクロノ」としてガドライト・メオンサムを情報源としてサイディアルの動向を知らせていた。そして皇都ラース・バビロンでの決戦時に合流する。また正体に関しては桂木桂はうすうす感づいており彼女自身も彼同様「特異点」と化している。
あまりノーマルなキャラというわけではないが、他のオリジナルの敵キャラが強烈過ぎたためか、プレイヤーからは「『Z』のバンプレストオリジナルの敵キャラで一番まともだった」との声が大きく、プロデューサーの寺田も『スパロボOGネットラジオ うますぎWAVE』第94回で言及している。
専用BGMは『魔羯の誘惑』（敵時・正式参戦後）、『BATTLE CHOIR』（ランド編スポット参戦時）。

### エーデル・ベルナル
声：富沢美智恵
若くして新地球連邦軍准将に上り詰めた美しい女性。初登場時の階級は大佐。多元世界の不安定な世情を憂い、ユニバーサルネットワーク（UN）を敷設することで世界中を情報で繋いだ。一人称は「私」。
後方での任務を主としているものの、軍内にも多くの信奉者を持っている。聖母のような微笑を絶やさない温和で思慮深い性格。過去に戦いで恋人を亡くしている。好みの異性はワイルドでマッチョな人。普段は上品な物腰を崩さないが、自分に仕えるジエー博士をいさめるために手が出ることはある。好物はローズとカモミールのブレンドティで、就寝時はネグリジェを着る。だが、その裏では自分こそ世界の統治者に相応しい人間だと強く思い込んでおり、他者を見下している。部下達を使って様々な工作を通じて地球の支配者になろうと企んだ。パイロットとしての腕も一流。
本性を現してからは狂った表情を多く見せる。血管が浮き出、口元が激しくゆがんだその顔やヒステリックな言動は、聖女とはほど遠い。加えてレーベンに輪をかけた自己中心的人物であり、「私が定めたものが真実である」と公言するほど。
その実はジ・エーデル・ベルナルに作り出された人造人間であり、容姿・記憶・人格、経歴に至るまでが全て彼の趣味で設定されている。また一切の私利私欲無しで世界を救おうとしている（ように見える）のは、そうするように最初から設定されているため。「法と秩序」以外の具体的な方法や案を持たないのも、最初から目的を与えられた存在であり自分の意志では無いからにほかならない。本質的にはジ・エーデルに作られた操り人形同然の存在である。
絶対服従の言葉「バインド・スペル」が組み込まれており、それを使われると相手の指示の通りに動いてしまう。エーデルに設定されているバインド・スペルは「アイラビュー」であり、その言葉のあとに出される命令に無条件で従ってしまう。これによって本人は知らず知らずの内にジ・エーデルに操られていた。最後はバインド・スペルによって3回周って「ワン」や盆踊りをやらされた上に、自分の生い立ちを知らされて暴走、ジ・エーデルに襲いかかるも返り討ちに遭い、屈辱的な最期を迎えた。
敵としてのみに音声が付いている影響か、キャラクター図鑑での扱いは通常時と敵時の2パターンが用意されており、通常時の方には音声は付いていない。なお、バッドエンドルートに進んだ場合、本来の最終ボスである黒のカリスマ（ジ・エーデル）が正体を明かす事はないため、彼女が実質上の最終ボスとなる。
専用BGMは『傀儡の眼神』。なお、「眼神」は「めがみ」と読む。

### ジエー・ベイベル
エーデル准将に仕える科学者で機械工学と時空制御を専門としている。常に異様なハイテンションを保つ。一人称は「ワシ」。
自他共に認める変人であり怪人物。脳みそのような頭の形や黄色い白目、虫の触覚のような髪の毛と髭という人間離れした風貌を持つ。異性の射程範囲は±50歳と語り、大好きなエーデル准将にお仕置きされることを至上の喜びとする。
ランドとは妙に気が合うらしく、男主人公ルートでは博士の紹介をした際「少々問題の有る人」と言ったレーベンに対し、ランドと共に「これで少々だぁ!?」「ワシを舐めとんのか!?」と叫び、慌てて「大いに問題の有る人物」と訂正したレーベンに満面の笑みで「オッケー！」「異議無し！」などと言ったりする愉快な場面も。この時、ジエーの満面笑顔にランドの暑苦しいヒートスマイルまでもが加わり、レーベンに本心から「この組み合わせ…耐えられない」と思わせている。
技術力は非常に高く、カイメラ隊の機体をはじめレムレース、カオス・レムレースを開発するほど。またバルゴラ・グローリーも彼の手が入っている。
カイメラ隊が全滅するとあっさり降伏してZEUTHに協力したが、それもエーデルにお仕置きをしてもらうためである。実際、ミサイルという強烈すぎるほどのお仕置きを貰い吹き飛んだ。
その正体はジ・エーデル・ベルナルであり、醜悪な姿でおかしな振る舞いをするのも自分の快楽を得るためであった。エーデル准将の前では口癖のように「アイラビュー」と連呼しているが、後にその真の理由が明らかになる。

### 黒のカリスマ
多元世界に現れ、仮面をつけて暗躍する謎の男。各勢力に様々な情報を提供しつつ、UNに怪情報を流して不安定な多元世界の人々を煽る謎の人物。カイメラ隊に協力している。「黒のカリスマ」という名前はギルバート・デュランダルに呼び名を尋ねられたときに答えたもので、UN上のハンドルネームでもある。愉快犯的に動き回っており、ZEUTHをも翻弄していく。
カイメラ隊の真意が明らかになった当初、その正体はエーデル准将と思われていたが、実際の正体はジ・エーデル・ベルナル。本人によるとUN上の黒のカリスマは一般人の愉快犯（もしくは模倣犯）であるということである。なお、バッドエンドルートに進んだ場合は正体が明かされる事はない。
スペシャルディスクではレムレース試作型を駆って013特命部隊の前に現れている。その際の戦闘では、『Z』ラスボス時の滅茶苦茶な言動を聞く事ができる。
黒い仮面という容姿の影響で続編の『第2次Z』では、同じく黒い仮面を被り容姿が類似しているゼロが当初、ZEUTHのメンバーに異常なまでに疑われる事になった。また、その直後の会話から、ジ・エーデルの存在がZEUTHのメンバーにとって半ばトラウマになっている事が判明している。

### ジ・エーデル・ベルナル
声：平川大輔
ジエー・ベルナルの正体で、真のエーデル・ベルナルを名乗るカイメラ隊の黒幕（ただし、便宜上で名乗った名前であり、本名は別にあるらしい）。一人称は「ボク」。水色の髪と整った顔を持つ男性で、ジエー博士とは似ても似つかない。本人の言からすると、ジエーは別世界の彼の姿らしい。倫理観や道徳もなく、ただ自分の面白いように世界が転がることを楽しんでいる、非常に子供っぽい性格。その性格を一切抑えることなく暴走させ、人智を超えた途方もない才能と能力で多元世界を混乱と混沌の底に落とし込んだ張本人でありながら、それすらも「遊び」と放言して憚らない最悪の愉快犯。限定的にではあるが、次元力を操る。その一方で用済みとなった人物を自ら始末する冷酷さも持っており、自らに反撃を仕掛けてきたエーデルを返り討ちにした。また、レーベンの死に際にジエーとしてエーデルの正体を明かした事で錯乱状態に追い込ませた事で間接的に死に追いやり、レーベンのエーデルに対する忠誠心を否定するようにそれを嘲笑った。後述のように太極を服従させるという目的を掲げて実際にも実行している（ツィーネをアサキムに張り付かせたのは、そのため）が、統括や支配は面倒臭くて興味が無い。
自らを「ラスボス」とも公言するほどの自己至上主義者でもある怪人物。性癖も異常で、「気の強い女をヒーヒー言わせるのも嫌いじゃない」「ぶたれるのもぶつのも大好き」と語っており、重度のサディストであると同時に、攻撃を受けるたびに興奮するという異常なまでのマゾヒストであるはその最たるもの（度合にもよるらしいが）。エーデルを作り自身はジエー博士として存在していたのは、自分の理想を設定した、自身の創造物である女性型の人形に虐められることで快感を得たいという理由からであったその性格ゆえコミカルな表情が多い（感謝の言葉には、「サンキュー・ベリー・マッチョ!!」と、親父ギャグに等しい発言を言う）。これらのため登場人物たちからは露骨に嫌悪感を抱かれることとなり、同一存在であるエルガンもこのジ・エーデルの行為を忌み嫌っていた。
多元世界に組み込まれた世界の過去・未来はおろかその平行世界についても熟知しているらしく、未来に起こる『アムロとシャアの因縁の戦い』だけでなく、『ブライト・ノアの悲劇』や『別世界の流竜馬』に関して、本人達との戦いで語っていた。
パイロットとしては決して弱い訳ではなく、相当な実力を持つ。だが、ステータスとしては歴代のボスキャラクターにはなかったことに、他の敵パイロットと比較して1位の能力がない。最後はランドあるいはセツコが所持しているスフィアの力によって、次元の彼方へと放り込まれる。しかしその後、他の平行世界のジ・エーデルと融合してAGという形で再登場し、結果的にとはいえ今度は主人公たちの協力者となる。AGとしては「バンプレストオリジナルのキャラクター一覧#第3次スーパーロボット大戦Z」を参照。
このような行動をとっていたのは『黒の英知』に接触したことで『絶望の未来』を知ったためで、それから逃避するためにこのような性格になったとされていたが（エルガンはそう推測し、他の人物もその推測に納得していた）、実は逃避しておらず絶望の未の正体である太極への叛逆の機会をうかがっており、前述のように当初から「太極（＝至高神ソルおよびそれを崇拝する御使い達）を屈服させる」と公言していた。異常な人間性は彼の素の性格であり、多元世界を愉しんでいたり主人公らに戦いを挑んだのも、単純に彼の趣味および興味である。カイメラの結成やジエーとしての行動もその一環で、太極への対抗のためへの本物のスフィアの確保と、人造のスフィアで対極に対抗できるかの調査によるもの。敗北の結果、人造スフィアでは太極では対抗できない事を悟り、本物のスフィアの入手および運用手段を模索し始め、本物のスフィアを運用するための機体であるジェニオンの開発などに取り掛かることとなる。
『第2次Z』に登場するエルガン・ローディックおよび『第3次Z』に登場するアムブリエルは平行世界における同一存在で、平行世界のジ・エーデル・ベルナルたちはいずれも『黒の英知』についてを知っており（どこかの世界のジ・エーデルの一人が触れ、その影響が全てのジ・エーデルに伝達した）、共有している。異なる並行世界の自分自身ともコンタクトが可能だが、UCWのジ・エーデルはほかの平行世界の彼の中でも特に強い力を持っている。
専用BGMは『CHIMERA』。

## 機動兵器

### カオス・レオー
【Leo = ラテン語で「ライオン」】
レーベン・ゲネラール専用に開発された機動兵器。
レオーの機体名通りライオンをイメージした金色の機体で、両手のクローによる格闘戦を得意とする他、鬣の先端がミサイルになっている。また、頭部はライオンの顔を模している。
その正体は、ガンレオンの持つ「傷だらけの獅子」のスフィアを奪うための機体であり、ライオンを模しているのはジェミニアに対するジェニオン同様収斂進化を狙ったため。
武装
セイバー・クロー
爪を伸ばして敵機を突き刺し、連続で斬りつけたあと斬り飛ばしてトドメ。
トルネード・セイバー
敵時に使ってくる。高速回転して敵機を切り刻むMAP兵器だが、範囲は恐ろしく狭い。
ニードル・ラッシュ
鬣から針を撃ち出すTRY武器。
必殺技
バーン・レオン・グラップル
機体の出力を最大に引き上げ、まず敵集団に突撃する。その後、煙の中から現れて肩部分のクロー（外れたときに確認できる）で投げ飛ばす。そして、敵集団に回転上昇しつつ攻撃を加え、出力をさらに引き上げて炎をまとい、突撃して締める。

#### レオー
カオス・レオーの量産型。カラーリングはグレー。自律回路で駆動する無人機。
カオスシリーズの量産機に搭載されたAIは、それぞれ元になった機体のパイロットの戦闘データを参考にしているが、あくまで集団戦闘を前提とした作りになっている。これに限ったことではないが、量産型のカオスシリーズは顔面部が簡略化されている。
武装
セイバー・クロー
オリジナル同様の攻撃。ただし、こちらは突き刺すだけで終了。
パルサー・シュート
TRY武器。目から光線を撃つ。
ブースト・スラッシュ
「バーン・レオン・グラップル」の簡易版。突撃して切り裂く。

### カオス・アングイス
【anguis = ラテン語で「蛇」】
シュラン・オペル専用に開発された機動兵器。
アングイスの機体名通り蛇をイメージした青紫色の機体で、左腕の銃による射撃戦を得意とする他、機体をパーツごとに分割、それぞれを自律飛行できるようになっている。また、頭部は蛇の顔を模しており、パーツを組み替えることで完全な蛇型に変形する。
その正体は、黄道十二星座に次ぐ力を持つ蛇使い座の次元力を使うための存在。
武装
パルサー・ライフル
左手に装備したビームライフル。
ナノ・ポイズン・ブレイク
蛇型に変形して放つMAP兵器。行動不能の追加効果を持つ。
必殺技
ギガ・ヴァイパー・アブソーブ
体のパーツを分離させて、連続攻撃をかけるとともに竜巻を発生させて敵を拘束。蛇型に変形してワームホールを発生させ、敵をそこから別空間に放り出してとどめを刺す。

#### アングイス
カオス・アングイスの量産型。カラーリングはグレー。自律回路で駆動する無人機。
オリジナル同様、パーツの組み換えで蛇型に変形するが、ワームホール等の発生は出来なくなっている。
武装
パイソン・シュート
オリジナルの「パルサー・ライフル」に該当。こちらはビームではなく弾丸を撃ちだす。
ヴァイパー・レイ
「ギガ・ヴァイパー・アブソーブ」の簡易版。蛇型に変形してビームを放つ。

### カオス・カペル / エリファス
【caper= ラテン語で「牝山羊」】
ツィーネ・エスピオ専用に開発された機動兵器。
山羊のような頭部に蝙蝠のような翼をもつピンク色の機体。曲線が多い華奢な外見とは裏腹に格闘戦を得意とする。パイロットのツィーネはカオス・カペルという制式名称が気に入らないため、エリファスという通称で呼ぶ。拳で直接打撃を与えるほか、翼から発生させたエネルギーを凝縮し、機体の10倍近い長さを持つ長大な槍を形成して軽々と振り回す。
なお、次元力制御のテスト機という側面を持つため、他の隊長機に比べて攻撃が魔術的なものになっている。
その正体は、アサキムの持つ「知りたがる山羊」のスフィアの力を再現するための機体。
武装
ファントム・ラッシュ
両手に紫の炎のようなものを纏わせ、接近して殴りかかり、最後にそのエネルギーをぶつける。
シャドウ・レイ
目から光線を放つTRY武器。
ミラージュ・ライトニング
自機の周囲にエネルギーの円を発生させ目標地点に雷として降らせる。
必殺技
ナイトメア・ストライク
対象の斜め上に跳んだ後4枚の羽にエネルギーを集め、それを一つに重ねて機体の10倍近い長大な槍に変形。対象に接近し切りつける。

#### カペル
カオス・カペルの量産型。カラーリングはグレー。自律回路で駆動する無人機。
オリジナル同様、魔術的な攻撃を行う。
武装
ファントム・ラッシュ
オリジナル同様の攻撃。
プラズマ・ミラージュ
「ナイトメア・ストライク」の簡易版。4枚の翼からエネルギーを放出して球体に変え、前方に展開した魔法陣に投げ込む。相手の足もとに同じ陣を出現させ、そこから球体を呼び出して攻撃。

### コルニクス
Z……黒いカラスのような機体。新連邦軍特殊部隊"カイメラ"が制作した機体であるが、群れで単独行動している時があり、アサキム、ルートによってはランド・トラビスが率いることもある。基本的には使い捨て前提の機体。

#### レクス・コルニクス
Z……コルニクスの強化型。カラス型のメカであるコルニクスの後継機をあえて白くしたのはジ・エーデルの趣味とされる。ジャミング機能を搭載しており、機体自体の運動性・照準も相まって単なる雑魚敵以上の命中・回避率を持つ。

## 対御使い用機動兵器

### レムレース試作型
型式番号DEM-00。ジ・エーデルが建造したレムレースの試作機にして対御使い用機動兵器DEMシリーズの0号機。完成機であるカオス・レムレースからすれば、試作機のさらなる試作機に当たる。
外見的な違いはレムレースの金色の部分のカラーリングが紫色に変化している以外に変更点は見受けられない。武装面ではMAP兵器が1つ減っている。なお武器名も変化し、「ディメンションフォール1999」は「極小次元震」に、「プロミスド・ミレニアム」は「全砲突撃斉射」となっている。

### レムレース
レムレース【lemures = ラテン語で「幽霊」】
Z……エーデル・ベルナルの搭乗機。
対御使い用機動兵器DEMシリーズの1号機。ただし、対御使い兵器を持っておらず不完全。多元世界にある機体の技術の粋を集めてジエー博士が製作した機体であり、新世界の王の御座となる機体だとエーデルが豪語するほどの性能を誇る。事実、新地球連邦を襲撃したエゥーゴの部隊を一瞬で葬り去っている。その実態はカオス・レムレースの試作型で、完成形と異なり攻撃は物理的なもの。次元力に関する技術も使用されていない。
部隊名でもある"カイメラ"をモチーフとしており、胸部は山羊の頭、腹部は蛇の頭、腰部はライオンの頭を模した（背部の翼も鳥類の頭を模しているように見える）黒色の機体。2種類のMAP兵器を持ち、両腕は小型ドリルミサイルの発射機構を持った大型ドリルとなっている。
武装
ディメンションフォール1999
機体を中心にエネルギーを放射するMAP兵器。能力半減の追加効果を持つ上、P兵器。
ディメンションメールシュトローム
機体を中心に時空の渦を発生させて敵を巻き込むMAP兵器。
必殺技
プロミスド・ミレニアム
両腕のドリルを展開して小型ドリルミサイルを発射。相手を牽制した隙に接近し、ドリルで殴りかかり、最後はエネルギーを集中したビームでとどめを刺す。技名は英語で「約束の千年紀」を意味する。

### カオス・レムレース
Z……ジ・エーデル・ベルナルの搭乗機。
対御使い用機動兵器DEM（Diabolus Ex Machina：機械仕掛けの悪魔）シリーズの2号機、対御使い兵器としては一つ集大成。レムレースの完成形であり、限定的ながらも次元力を制御するシステムが搭載されている。ガンレオン、もしくはバルゴラを強化修復した際のデータを流用することで完成に漕ぎ付けた。レムレースに搭載された2種類のMAP兵器はさらに強化された状態で引き継いでいる上、攻撃はケイサル・エフェスのように魔術的な物に変化している。
外見的な違いとしては、両腕のドリルが肩に移動。三つ爪を持つ腕部が出現して巨大な杖を保持。腰部のライオンの頭が両足ごと前方に移動（移動した分ライオンの胴体部分が追加）してできた前足と肩のドリルから新たに生えた巨大な後足による四足歩行。尻尾の大型化。3つの人魂のようなユニットが周囲に浮遊している点であり、この外見は機能性よりもジ・エーデルの趣味が多大に反映されたものになっている。頭身が下がっているため、実はレムレースより小さい（重量では上回っている）。このほか、ジ・エーデルの次元力により平行世界から同一存在を呼びだすことで3機に増殖、1機でも残っていれば再び3機に復活することすら可能（ランドルート）。また、無から有を生み出すことによりカイメラの量産機を無限に呼び出して見せた（セツコルート）。
ジ・エーデル曰く「人造のスフィアのようなもの」であるらしく、レムレースすらはるかに凌駕する性能を持って主人公たちの前に立ちふさがった。
最終的には同質のスフィアの力を持つ主人公機に取り付かれ、時空のねじれに放り込まれて消えた。
武装
ディメンションフォール2000
レムレースのものの強化版。能力半減の追加効果も受け継ぎ、弾数も増えている。
ディメンションメールシュトローム
レムレースに搭載されたものの強化版。攻撃力と弾数以外は同じ。
必殺技
インサニティ・インヴィテイション
手に持った巨大な杖の先端にあるパーツを分離させ、集中攻撃をかける。最後にパーツを戻し、闇を放射して敵を削りきる。技名は英語で「狂気への招待」を意味する。
天獄
人魂形ユニットを杖先に集め、前方に飛ばし、その軌跡に沿って異空間を開く。次にその部分に魔法陣を展開、召喚された異形の大群がカオス・レムレースを先頭に突撃し、敵小隊を飲み込んで逆側の陣に消える。その中で異形による猛攻をかけ、最後にカオス・レムレースが杖（あるいは槍）で突き刺す。
これは、御使いを封じるためのシステムとしてジエーが組み込んだもの。

### ジェニオン/ジェニオン・ガイ/ジェミニオン
詳細はジェニオンを参照
型式番号DEM-03。つまり、カオス・レムレースを再設計した実質的な対御使い用機動兵器DEMシリーズの3号機。当初はスフィア搭載機ジェミニアから「いがみ合う双子」を奪いカオス・レムレースに似た禍々しい機体「ジェミニオン」となるはずであったが、予測に反してヒビキの意志に呼応した結果「ジェミニオン・レイ」として完成する。

## 呪われし放浪者

### アサキム・ドーウィン
声：緑川光
主人公たちの前に現れる謎の黒尽くめの男。年齢不詳。一人称は「僕」。
黒い外套を身につけ体を覆い隠しており、両腕には枷がはめられ、それが背中を通して鎖で繋がっている。ツィーネと共に多元世界で暗躍を続ける。終盤でカイメラ隊の協力者だと明かされ、さらにその黒幕であるジ・エーデルの存在も認識していた。
ランド編では当初はメールを救うなど友好的だったが、中盤にメールの過去を明かす形で裏切り、メールとランドの関係を一時悪化させるなど、両者に対して精神的・肉体的な攻撃を行った。とはいえ、ランドの場合は本人にも原因があることを彼自身も認めており、アサキムと戦うことは不本意であったことや、カイメラ隊との関係を知ってもアサキムの戦いを止める決意を伝えられたこともあってか追う者・追われる者を越えた奇妙な友情で結ばれる。
軌道エレベーターでの決戦に（さらにランド編ではジ・エーデルとの戦いにも）現れ、その後姿を消している。セツコ編では乗機シュロウガを撃墜されて爆発に消えた。
劇中で彼が取る行動の全ては、ひとえにこの定めから自らを解放するためのものであり、スフィアを求めるのはその過程に過ぎない。
最終的には自らに似た存在を全滅させた上で太極を目指すつもりらしい。また、スフィア以外に「かつての自分に似た存在」を同時に探している。彼が「太極の呪い」から逃れるために、12のスフィアと「アサキムが失った因子を持つ者」が必要らしいが詳細は不明。ZEUTHの前にいないときはどこで何をしているかは一切不明だが、反面どこにでも（それこそ次元を隔てていても）現れる。ランド曰く「風来坊」。『第2次Z』にも引き続き登場し、前作の戦いの後で今作の多元世界に飛ばされ、第三勢力としてクロウとアイムの持つそれぞれのスフィアを求めるために暗躍している。
終盤にZEXISとインペリウムの戦いに乱入し、ZEXISに敗北したアイムに自ら止めを刺し、「偽りの黒羊」のスフィアを手に入れようとした（アイムが自らの死をスフィアの力で嘘に変えたため失敗した）。その途中で、アネモネから「自分を無限獄へ堕した者」の正体を聞いた模様。再世篇ではセツコ、ランドと同様にZONEの発動を止めるためにその身を犠牲にするがその後ガイオウによって救出され彼に協力し、生存していたアイムから再度「偽りの黒羊」のスフィアを奪い、さらにユーサー・インサラアムの持つ「尽きぬ水瓶」のスフィアも奪う。なお、この時点で4つのスフィアを所有していると語っているが、明らかになっているのは上記2つに加えて「知りたがる山羊」の3つで、残る1つは『第3次Z天獄篇』にて「夢見る双魚」であることが判明する。最終的にはランド、セツコ、クロウによって火星に設置されたZONEの中に封印される。
なお、ギアスifルートの場合は展開が異なり、ユーサーの持っていた2つのスフィアはユーサーが倒れなかったため入手に失敗。逆にクロウたち4人に火星のZONEに封印されることとなる。
『第3次Z』では天獄戦争において、アドヴェントの手でサイデリアルを牽制すべく眠りから解放され、アオの星に揃った8つのスフィアを手に入れるべく再び暗躍。その中で、かつて己を無限獄に落とした御使いの一人・アドヴェントと行動を共にするようになったが、結局彼も御使いの独善に染まっていたことを理解して離反。ヘリオースの力をあえて受けることで原理の力を体得し、シュロウガを変貌させる。
さらに、火星のZONEの中で己の存在を自問自答し続けた結果、人間として生きることを願い、紆余曲折を経て「知りたがる山羊」「夢見る双魚」「偽りの黒羊」「尽きぬ水瓶」の真のリアクターとなり、その力を引き出すに至った。そして、ヒビキたちの持つスフィアを手に入れるべくカオス・コスモスへ先行、エス・テランでZ-BLUEとの決戦に臨む。しかし、その決着間際、アドヴェントによって自身が「乗り手を失った並行世界の至高神ソル・シュロウガがそれを補い、孤独を癒すために自ら構築した存在の虚像」でしかないという事実を知らされて自我が崩壊したところをアドヴェントに吸収され、至高神Z降臨の生贄とされるが、激戦の最中に目を覚まし、至高神Zに己の死を願ったことで至高神を弱めることに成功しZ-BLUEの勝利のきっかけを作る。
真の時空修復が成功し、再構築される世界の中、生と死の狭間でセツコたちや死したサイデリアルのリアクターたちと邂逅。無限獄から解き放たれ、新たな地平へと去っていった。
専用BGMは「BLACK STRANGER」（敵時・ランド編最終話）、「BATTLE CHOIR」（ランド編スポット参戦時）。

### シュロウガ
Z……アサキムが駆る漆黒のマシン。高い運動性と機動性を誇る。
主武装として魔王剣・ディスキャリバーを持ち、カラスのようなビットによる攻撃、鳥型の高速巡航形態への変形も可能。機体色は黒だが、かつては違う色だったらしい。鳥のような頭部を持っており、ランブリング・ディスキャリバーやトラジック・ジェノサイダーのカットインでは人間型の素顔が見える。
連邦軍での登録コードは「BG（Black Gale）」。圧倒的な機動力と神出鬼没な性質のため、『ZSPD』では新地球連合軍から『ブラック・ゲイル（B・G）』と呼ばれていた。
本機はスーパーロボット大戦シリーズに登場するサイバスターと酷似した点（武装名や必殺技、鳥型の高速巡航形態への変形など）が多いが、本機とサイバスターとの関連性は現時点では不明である。
第2次Z 破界篇/再世篇……破界篇ではラスター・エッジ、ディスキャリバー、エンブラス・ジ・インフェルノの3種類しか使用しない。
また、アイムに対しては、ディスキャリバーで止めを差している。再世篇では破界篇の3種類に加え、トラジック・ジェノサイダー、ランブリング・ディスキャリバーがスポット参戦時に使用可能になっている他、最終決戦では更にレイ・バスターも使用してくる。
第3次Z 天獄篇……ZONEを流れるオリジン・ローとスフィアの影響により、新たな姿「シュロウガ・シン」となって再登場。フェイスガードがなくなって素顔を露出、全身にクリスタルパーツが増加し、より不気味で悪魔じみた姿に変貌している。その正体は、因果律を制御するシステムにして、至高神ソルの並行存在。別の世界で生み出された至高神ソルに相当する存在である。
通常時の人型を『黒神形態』、鳥型を『黒鳥形態』という。
因果律をゆがめることによって、並行同位体が重なって存在している。これが不死身のカラクリである。元々はこのような姿ではなく、破界と再世を経て受け継がれる知的生命体の情報のうち、特別な因子を持つ者の思念・記憶・霊力を吸収・変換することで変貌を遂げていった。
因果律制御システムであると同時に機動兵器でもあり、オペレーターとなるパイロットが存在していた。しかし、何らかの理由でパイロットは姿を消しており、エス・テランに流れ着いた時には誰も乗っていなかった。そのため、乗り手を求めたシュロウガは、パイロットの代用品としてアサキム・ドーウィンを作り出した（本来のパイロットと同様かは不明）。
本当に不死身なのはアサキムではなくシュロウガの方であり、ドクトリンによってシステムの一部を解析され、無限輪廻を組み込まれている。そのため、撃墜されて蘇るたび、その瞬間までの記憶を持ったアサキム・ドーウィンを何度も生み出していた。つまり、アサキムという人間は最初から存在しておらず、シュロウガによって生み出されたかりそめの存在であった。
武装
ラスター・エッジ
額のクリスタルから撃ち出すビーム。アサキム曰く「邪眼の光」。ランド編限定だが、センター・ワイドフォーメーションで小隊員に回したときのみカットインがある。なお、スペシャルディスクではTRI武器の連射バージョンが追加された。
ディスキャリバー
本機の主武装。別名「魔王剣」。両刃の片手剣で、左手から召喚されることもある。単体で使う場合、相手を一刀両断した後、足でずらし、爆発させる。天獄篇では機体のシン化に合わせ、バスタードソードに変化している。
トラジック・ジェノサイダー
両肩・両腰から4機射出されるカラス型の無人機。連続体当たりで攻撃した後、突き抜けて締める。武器名は英語で「悲劇的な虐殺者」を意味する。アサキム曰く「黒き獄鳥」。
エンブラス・ジ・インフェルノ
アサキム曰く「獄炎の抱擁」。機体周囲に闇黒の業火を呼び出し、範囲内の敵をまとめて消し去るMAP兵器。
必殺技
ランブリング・ディスキャリバー
ディスキャリバーを突き刺して空中に持ち上げ、乱舞攻撃で切り裂く。最後は飛び散った闇で魔法陣を形成して捕らえ、爆発させる。
レイ・バスター
ディスキャリバーを左手に召喚し、その手から闇を噴出させて陣を形成、そこを突き抜けて鳥型の巡航形態に変形（アサキム曰く「転神」）、突撃する。その後相手を中心に白い光のドームが展開され、その中に一瞬だがアサキムの過去の映像が次々流れ（精神攻撃の類らしい）、最後に人型に戻ったシュロウガが飛び出し、背後で爆発する。アサキム曰く「無限獄の扉」。シュロウガの武器では唯一アサキムのカットインが入る。

#### シュロウガ・シン
スフィアを取り込み、オリジン・ローの流れを体得したアサキムの意志を受け、進化したシュロウガ。「罪を重ねたもの」を意味する。
機動力と速度はシュロウガを上回り、攻撃は因果を断ち切り、対象を輪廻から追放する。
元々は因果律を操作するシステムであったシュロウガが4つのスフィアを吸収し、アサキムがそれぞれのリアクターとなることで本来の力を取り戻し、人知を越える力を見せる。
フェイスガードがなくなって素顔をあらわにしたその姿は、悪魔のそれを思わせる禍々しさを纏っている。4つのスフィアは両肩と脛のアーマーに内蔵されている。
武装
エンブラス・ジ・インフェルノ

インテグラル・ディスキャリバー
ディスキャリバーが変化した「罪深き魔王の剣」。レイブレードの「インテグラルキャリバー」に似た形を持つ。
トラジック・カーネイジャー
トラジック・ジェノサイダーが変化した「黒天の獄鳥」。魔法陣を前後に投げつけた後上下左右にも設置、内部に鳥型のエネルギーを乱舞させて敵を破壊する。
必殺技
ジェノシック・ノヴァ
サイバスターの「アカシック・ノヴァ」に相当する攻撃。全時空を破界し、再世させる一撃。スフィアの力を引き出して転移で接敵、殴りつけたところを蹴り飛ばして地平面に叩き付け、それを追って変形。時獄・連獄・天獄を現す三つの魔法陣を突き抜けてエネルギーを解放、黒い翼を広げて突撃、相手をエネルギーの奔流に飲み込み、魔法陣で囲んだ銀河状の領域から黒い閃光を走らせて消滅させる。